# Matúš Bero
Matúš Bero, född 6 september 1995, är en slovakisk fotbollsspelare som spelar för VfL Bochum i Tyska Bundesliga. Han representerar även Slovakiens landslag.

## Karriär
Den 5 augusti 2016 värvades Bero till Trabzonspor, han debuterade i Süper Lig den 20 augusti 2016 i en match mot Kasımpaşa där han blev inbytt i den 82:a minuten mot Güray Vural.
Bero gick sedan 2018 över till det nederländska laget Vitesse. Debuten i Eredivisie kom den 12 augusti 2018 i en match mot Groningen, Bero fick spela hela matchen och noterades även för ett mål i debuten. Den 18 november 2021 förlängde han sitt kontrakt fram till juni 2023 med option på ytterligare ett år.